# 동거인
동거인은 1975년 공개된 대한민국의 영화로 강일문 작가의 원작 소설 작품을 영화화하였다.

## 배역
- 고은아
- 최은희
- 남궁원
- 이순재
- 김진
- 서미경
- 이일웅
- 허장강
- 한은진
- 서승현
- 진봉진
- 고선애
- 이예성
- 손창민
- 조덕성
- 태윤
- 김승남